# Nyugat

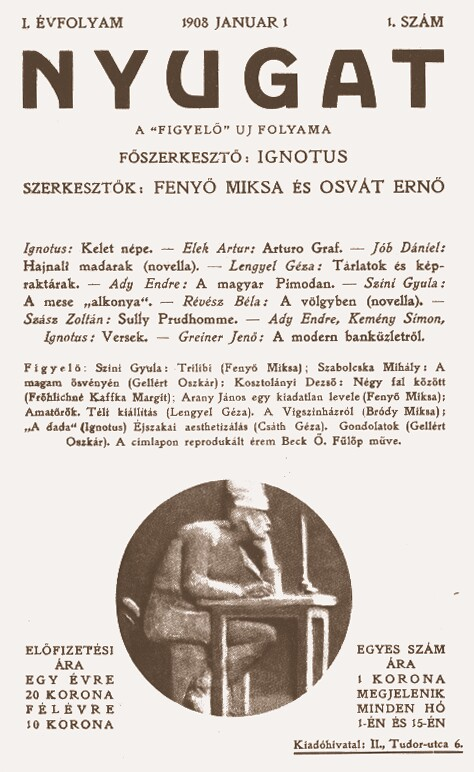
Couverture du premier numéro (1908)

Nyugat (« Occident ») est une revue littéraire hongroise bimensuelle, fondée en 1908 par Ignotus (en), rédacteur en chef, Miksa Fenyő et Ernő Osvát, rédacteurs. Elle cesse de paraître sous ce titre en août 1941. Son rôle fut considérable dans l'histoire de la littérature hongroise moderne. 

## Historique
Le premier numéro paraît le 1er janvier 1908, et s’ouvre sur un article rédigé par Ignotus intitulé Kelet Népe (« Peuple d’Orient »). À partir de juillet 1912, le poète Endre Ady, chef de file de la première génération d'écrivains, entre dans le comité de rédaction. À partir de 1917, Miksa Fenyő est remplacé par un autre grand poète et romancier, Mihály Babits. Dans les années 1920, la rédaction est assurée par Ernő Osvát (jusqu’à son décès en 1929), Mihály Babits puis Oskár Gellért, rejoints à la fin de la décennie par le romancier Zsigmond Moricz. Après le départ d'Ignotus à Vienne en 1929, le journal est dirigé conjointement par Moritz et Babits, puis Babits seul. Lorsque celui-ci meurt en 1941, les autorités de l’époque refusent de poursuivre la publication. Aladar Schőpflin et Gyula Illyés lancent alors un nouveau journal sous le titre Magyar Csillag (« Étoile hongroise ») qui prend fin lors de l’occupation allemande du pays en mars 1944.
Si la revue connut une diffusion relativement modeste (tirée au début à 500 exemplaires, elle ne dépassa guère dans ses meilleurs moments les 3 000 abonnés), son influence s’exerça bien au-delà de son lectorat immédiat. Réunissant au début du XXe siècle et dans l’entre-deux-guerres les meilleurs talents, Nyugat fut synonyme de renouveau littéraire et d’ouverture intellectuelle, écartant les tendances conservatrices et nationalistes observées à la fin du siècle précédent. Il fallait trouver des thèmes et des moyens d’expression différents, un nouveau « style ». Le titre de la revue (« Occident ») constituait en soi un programme : il s’agissait de se mettre à l’heure européenne et de réintégrer les grands courants d'idées en Europe et ailleurs.

## Contenu
D'esprit moderniste et progressiste, Nyugat se caractérise par sa largeur de vue, et sur le plan artistique par une grande liberté. Pas de dogme (selon Ignotus, « l’art ne connaît pas de  lois, seulement des possibilités »), mais quelques principes constants : autonomie de la littérature et de l’art en général, tolérance envers les idées, réceptivité vis-à-vis de l’expérimentation. Du symbolisme et du naturalisme de la période pionnière à l'expressionnisme et à l'avant-gardisme des années précédant et suivant la première guerre mondiale, puis à l'« essayisme » des années 1930, la revue reflète la diversité des tendances littéraires et artistiques qui ont marqué la première moitié du XXe siècle sur trois générations.
L’ouverture eut pour corollaire une forte activité de traduction d’œuvres étrangères, suivant une tradition qui n’a cessé par la suite de se perpétuer. Portée à un haut degré de perfection dans l’adaptation des textes, la traduction joua un rôle important. Une part substantielle de la revue y était consacrée. La littérature française était bien représentée, en particulier dans la première période du journal (56 traductions et 137 articles ou comptes rendus entre 1908 et 1919). C’est dans Nyugat que parut, en 1923, la traduction complète en hongrois des Fleurs du mal de Baudelaire par Mihály Babits, Lőrinc Szabó et Árpád Tóth, un « monument » que l’on a pu comparer aux traductions de Shakespeare qui avaient contribué à renouveler la poésie hongroise au XIXe siècle.
Nyugat a aussi contribué à la reconnaissance de la psychanalyse. Ignotus, ami de Sándor Ferenczi, fut l'un des membres fondateurs de l'Association psychanalytique hongroise. La revue a publié plusieurs textes de Ferenczi, ainsi que l'article de Géza Róheim, « Le rêve d'Adam », brève application de l'interprétation psychanalytique à un classique de la littérature hongroise, La tragédie de l'homme de Imre Madách. Elle a également publié en 1917 un texte de Sigmund Freud, « Une difficulté de la psychanalyse », écrit spécialement à l'intention de la revue, à la demande d'Ignotus.